# Collegio uninominale Lombardia 1 - 02 (2020)
Il collegio elettorale uninominale Lombardia 1 - 02 è un collegio elettorale uninominale della Repubblica Italiana per l'elezione della Camera dei deputati.

## Territorio
Come previsto dalla legge n. 51 del 27 maggio 2019, il collegio è stato definito tramite decreto legislativo all'interno della circoscrizione Lombardia 1.
È formato dal territorio di 25 comuni della provincia di Monza e della Brianza: Albiate, Barlassina, Besana in Brianza, Bovisio-Masciago, Briosco, Carate Brianza, Ceriano Laghetto, Cesano Maderno, Cogliate, Correzzana, Desio, Giussano, Lazzate, Lentate sul Seveso, Limbiate, Meda, Misinto, Nova Milanese, Renate, Seregno, Seveso, Triuggio, Varedo, Veduggio con Colzano e  Verano Brianza.
Il collegio è parte del collegio plurinominale Lombardia 1 - 02.

## Eletti
| Elezione | Elezione | Deputato      | Gruppo parlamentare |
| -------- | -------- | ------------- | ------------------- |
|          | 2022     | Andrea Crippa | Lega                |

## Dati elettorali

### XIX legislatura
| Candidati                                 | Candidati               | Voti    | %     | Liste                          | Voti    | %     |
| ----------------------------------------- | ----------------------- | ------- | ----- | ------------------------------ | ------- | ----- |
|                                           | Andrea Crippa ✔️ Eletto | 117 166 | 54,09 | Fratelli d'Italia              | 63 413  | 29,27 |
| Lega per Salvini Premier                  | Andrea Crippa ✔️ Eletto | 117 166 | 54,09 | 30 516                         | 14,09   |       |
| Forza Italia                              | Andrea Crippa ✔️ Eletto | 117 166 | 54,09 | 20 690                         | 9,55    |       |
| Noi moderati/Lupi - Toti - Brugnaro - UDC | Andrea Crippa ✔️ Eletto | 117 166 | 54,09 | 2 547                          | 1,18    |       |
|                                           | Jenny Arienti           | 51 442  | 23,75 | Partito Democratico-IDP        | 36 950  | 17,06 |
| +Europa                                   | Jenny Arienti           | 51 442  | 23,75 | 7 006                          | 3,23    |       |
| Alleanza Verdi e Sinistra                 | Jenny Arienti           | 51 442  | 23,75 | 6 607                          | 3,05    |       |
| Impegno Civico - Centro Democratico       | Jenny Arienti           | 51 442  | 23,75 | 879                            | 0,41    |       |
|                                           | Antonino Foti           | 19 943  | 9,21  | Azione - Italia Viva - Calenda | 19 943  | 9,21  |
|                                           | Sara Montrasio          | 17 833  | 8,23  | Movimento 5 Stelle             | 17 833  | 8,23  |
|                                           | Marco Pipino            | 4 370   | 2,02  | Italexit                       | 4 370   | 2,02  |
|                                           | Vincenzo Rizzo          | 2 280   | 1,05  | Italia Sovrana e Popolare      | 2 280   | 1,05  |
|                                           | Maria Angela Piumatti   | 2 013   | 0,93  | Unione Popolare                | 2 013   | 0,93  |
|                                           | Federico Velati         | 1 444   | 0,67  | Vita                           | 1 444   | 0,67  |
|                                           | Francesco Sabatino      | 139     | 0,06  | Noi di Centro – Europeisti     | 139     | 0,06  |
| Totale                                    | Totale                  | 216 630 | 100   |                                | 216 630 | 100   |
|                                           |                         |         |       |                                |         |       |
| Schede bianche                            | Schede bianche          | 2 503   | 1,11  |                                |         |       |
| Schede nulle                              | Schede nulle            | 5 893   | 2,62  |                                |         |       |
| Votanti                                   | Votanti                 | 225 026 | 70,17 |                                |         |       |
| Elettori                                  | Elettori                | 320 686 |       |                                |         |       |